# Ваксберг, Аркадий Иосифович
Арка́дий Ио́сифович Ва́ксберг (11 ноября 1927, Новосибирск — 8 мая 2011, Москва) — советский и российский адвокат, писатель, публицист, прозаик и драматург, киносценарист, кандидат юридических наук.

## Биография
Окончил юридический факультет МГУ (1952) и аспирантуру ВИЮН, защитил диссертацию «Издательский договор по советскому гражданскому праву». Стажировался у адвоката И. Д. Брауде.
Работал в «Литературной газете» (с 1973 года), написал статьи о коррупции (самые громкие из которых: «Баня» и «Ширма») в брежневском СССР.
Награждён медалями. Член Союзов писателей (1973), кинематографистов и журналистов СССР.
Собственный корреспондент «Литературной газеты» в Париже (1996), обозреватель.
Биографические книги, написанные Ваксбергом, показывают личность в историческом процессе на фоне эпохи.
В 2001 году подписал (опубликовано 27 марта) письмо в защиту телеканала НТВ.
8 мая 2011 года скончался в больнице имени Склифосовского после тяжелой и продолжительной болезни.
Жена — искусствовед Сурия Хашировна Садекова.

## Основные работы

### Проза
- Автор в кино. М., 1961
- В новогоднюю ночь: Из записок адвоката. М., 1961. (Прочти, товарищ!)
- Суду все ясно. М., 1962. (Прочти товарищ!)
- Разговор на острую тему. М., 1963 (Книги для родителей)
- Преступник будет найден: Рассказы. М., 1963
- Можно и нельзя. М., 1964
- Наедине с собою. М., 1966
- Подсудимого звали искусство: Очерки. М., 1967
- Поединок столетия: Димитров: Докум. повесть. М., 1971 (Пионер — значит первый; Вып. 21)
- Прокурор республики: Крыленко: Документальная повесть. М., 1974 (Пионер — значит первый; Вып. 39)
- По закону и совести. М., 1975
- У крутого обрыва: Очерки. М., 1978
- Белые пятна, М., 1987
- Ночь на ветру: Рассказы о деятелях современного зарубежного искусства. М., 1982
- Царица доказательств. Вышинский и его жертвы. М., 1992 ISBN 5-212-00488-8
- Нераскрытые тайны. М., 1993
- Сталин против евреев. NY, ed. Liberty, 1995
- Гибель Буревестника. Горький: Последние двадцать лет. М., 1999[4]
- Моя жизнь в жизни в 2-х томах, 2000 ISBN 5931270825
- Валькирия Революции. М., 2001 ISBN 5-7390-0153-6, ISBN 5-88590-664-5
- Любовь и коварство. Театральный детектив. М., 2007 ISBN 978-5-17-045175-3, ISBN 978-5-9648-0154-2 ISBN 978-5-17-045516-4, ISBN 978-5-9648-0146-7
- [www.belousenko.com/books/publicism/vaksberg_from_hell.htm Из ада в рай и обратно. Еврейский вопрос по Ленину, Сталину и Солженицыну]. М., 2003, ISBN 5-7390-1235-X[5][6]
- Загадка и магия Лили Брик. М., 2004 ISBN 5-17-020743-3, ISBN 5-7390-1277-5, ISBN 5-271-07374-2
- Le laboratoire de poisons: De Lenine à Poutine.(«Лаборатория ядов. От Ленина до Путина») 2007 г. ISBN 978-2-283-02159-0.
- Плешь Ильича и другие рассказы адвоката. М.,2008.
- «Советская мафия», «Гостиница Люкс» и пр.

### Знаменитые судебные очерки в «Литературной газете»
- Роль (1978. О советском авантюристе и мошеннике Захаре Двойрисе)
- Завтрак на траве (31 мая 1978, о превышении пределов необходимой обороны)
- Режиссёр и исполнители (1979. О пособниках Захара Двойриса)
- Вешние воды (1979. О преступной халатности и бесхозяйственности в колхозах и совхозах СССР)
- Характер (1980. О травле и преследовании народного контролера Екатерины Грищенко)
- Мастер вольной борьбы (1982. О нападении спортсменов-хулиганов на народных дружинников)
- Сильная личность (1982, о детях четырёх руководителей Пензенской области)
- Жалоба
- Застолье
- Памяти деда Мороза
- Прорыв
- Обед на песке
- Пример
- Пошлость навыворот
- Диагноз
- Цифра
- Кислородное голодание
- Расчет
- Погоня
- Ширма
- Дубовая роща
- Белые пятна

### Драматургия
- Верховный суд: Хроника для театра. М., 1983

### Фильмография
- 1976 — Всего одна ночь — сценарий
- 1981 — Штормовое предупреждение — сценарий по очерку «Смерч»
- 1981 — Провинциальный роман — сценарий по очерку «Жалоба»
- 1983 — Средь бела дня… — сценарий по очерку «Завтрак на траве»
- 1985 — Новоселье (Специальный корреспондент. Командировка первая) — сценарий по одноимённой пьесе
- 1986 — Птичье молоко — сценарий
- 1989 — Опасная зона — сценарий, исполнитель главной роли
- 2005 — Реприза — сценарий, ведущий
- 2006 — Про это, про поэта и про Лилю Брик (документальный) — сценарий, ведущий
- 2006 — Большой театр военных действий (документальный) — сценарий и ведущий авторского цикла из 6 серий
- 2009 — Они унесли с собой Россию — сценарий, ведущий.
- 2015 — ВМаяковский — сценарий